# ساراس
ساراس (به مجاری:  Szárász) یک منطقهٔ مسکونی در مجارستان است که در ناحیه کوملو واقع شده‌است.